# ریچوودز (میزوری)
ریچوودز (به انگلیسی: Richwoods) یک منطقهٔ مسکونی در ایالات متحده آمریکا است که در شهرستان واشینگتن، میزوری واقع شده‌است.